# Die Würde des Balles – oder Fußball gegen die Ordnung
Die Würde des Balles: Oder Fußball gegen die Ordnung ist ein deutscher Dokumentarfilm von Regisseur Max Meis aus dem Jahr 2017. Der Film befasst sich mit dem deutschlandweit verbreiteten Phänomen des Alternativfußballs am Beispiel der vermutlich ältesten Alternativliga Deutschlands, der Wilden Liga in Bielefeld. Der 95 Minuten lange Film feierte im März 2017 Premiere und wurde seitdem in ausgewählten Programmkinos quer durch Deutschland gezeigt, sowie im August 2018 auf DVD verlegt. Außerdem nahm das 15. Berliner Fußballfilmfestival 11-mm 2018 den Film in sein Programm auf. Präsentiert wurde der Film im Kino Babylon vom 11 Freunde – Magazin für Fußballkultur.

## Inhalt
Die Würde des Balles begleitet drei ausgewählte Teams der Wilden Liga Bielefeld durch die Saison 2015/16 und erzählt Anekdoten aus 40 Jahren Historie der Liga. Somit entstehen zwei Erzählebenen, die der Saison 2015/16 und die der historischen Rückblicke. Der Beginn des Films lehnt sich mit einem Zitat an Asterix-Comics an:
„Wir schreiben das Jahr 1.975 nach Christus. Die ganze Republik ist vom DFB besetzt. Die ganze Republik? Nein. Eine kleine wie unbedeutende Provinz geht in den Widerstand. Es sind die Nachfahren der Cherusker, die sich wieder einmal erhoben haben, um den Mächtigen entgegenzutreten. Einen Sieg wollten sie dabei nicht erringen. Sie hatten einfach genug von Paragraphen, Chauvinismus und Bevormundung aus der Fußball-Hauptstadt Frankfurt.“
Die Jahreszahl 1975 bezieht sich auf das vermutliche Gründungsjahr der Wilden Liga Bielefeld, der Rest auf die Kritik am Deutschen Fußball-Bund (DFB), die zur Entstehung eines alternativen Spielbetriebs in Bielefeld beitrug. Mit den „Nachfahren der Cherusker“ wird eine humoristische Parallele zur Varusschlacht im Teutoburger Wald gezogen, in der ein germanisches Heer unter Führung des Cherusker-Fürsten Arminius die römischen Legionen des Feldherrn Publius Quinctilius Varus besiegte.

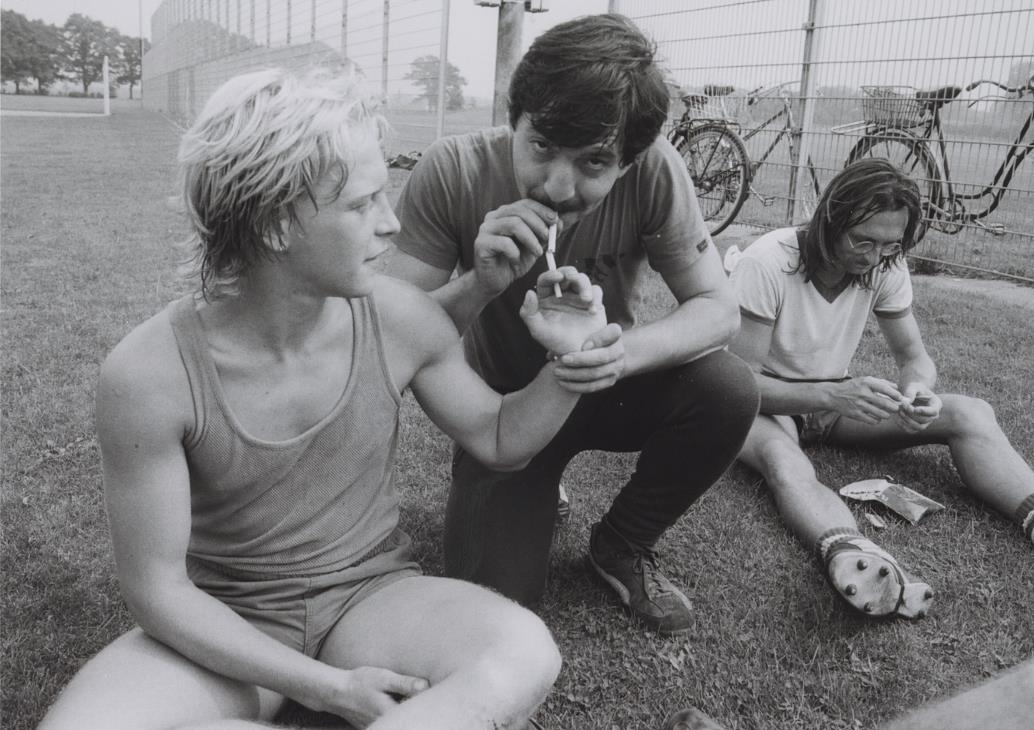
Sportlicher Ehrgeiz ist in der Wilden Liga nur während 90 Minuten anwesend. Vorher und nachher frönen die Spieler dem Laisser-faire.

Mit satirischem Unterton führt der Kommentar durch 40 Jahre Wilde Liga Bielefeld. Von den Gründungsteams aus den Jugendzentren der 70er Jahre (darunter Teams des Arbeiterjugendzentrums Bielefeld und des Sozialen Zentrums FlaFla in Herford), über die satirische Berichterstattung im Bielefelder StadtBlatt bis zur Gegenwart. Die drei Teams, die in eben dieser Gegenwart (Saison 2015/16) begleitet werden, nennen sich die Huscher Löwen, Oh Ah Cantona und die 11 UMFaller.
Während bei den Huscher Löwen auch Männer Ende 50 mitspielen, ist Oh Ah Cantona eher studentisch geprägt. Die 11 UMFaller hingegen sind ein soziales Projekt aus Bielefeld-Bethel, in dem junge Geflüchtete betreut werden. Das „UMF“ aus dem Namen steht hierbei für „Unbegleitete Minderjährige Flüchtlinge“. Die Minderjährigen aus dem Team 11 UMFaller können ohne bürokratische Hürden am Spielbetrieb der Wilden Liga teilnehmen. Im DFB können Geflüchtete oft keiner Mannschaft beitreten, da sie keine Nationalpässe besitzen. Die drei Mannschaften aus Die Würde des Balles können exemplarisch für Humor und Selbstironie im Alternativfußball gesehen werden.
Des Weiteren behandelt der Film den Kampf der Wildligisten mit der Stadt Bielefeld und dem Fußballverein Arminia Bielefeld um eigene Spielflächen in den 1980er und 1990er Jahren. Die frei zugänglichen Rasenplätze an der Bielefelder Radrennbahn sollten zeitweise zum Trainingsgelände von Arminia Bielefeld ausgebaut werden und für Freizeitfußballer gesperrt werden. Einen von der Stadt errichteten Zaun zerschnitten die Mannschaften der Wilden Liga Anfang der 1990er Jahre immer wieder, um sich Zutritt zu den Rasenplätzen zu verschaffen. Außerdem organisierten sie Protestaktionen, die letztendlich dazu führten, dass Arminia Bielefeld eine andere Fläche für das Trainingsgelände zugewiesen bekam.
Während der Dreharbeiten zu Die Würde des Balles wurde zudem ein Irrtum in der Zeitrechnung der Wilden Liga Bielefeld aufgedeckt. So gingen die Organisatoren der Liga, die bis heute keine Rechtsform (e.V. o. ä.) kennt, davon aus, dass sie 2015/16 ihre 41. Saison seit Bestehen spielten. Entsprechend war es auch auf dem gedruckten Spielplan ausgewiesen. Ein Zeitzeuge aus dem Gründungs-Team Schwarz Rot Chaos vom Arbeiterjugendzentrum Bielefeld konnte Regisseur Max Meis aber einen Rundbrief aus dem Jahr 1976 vorlegen, auf dem das Gründungstreffen mit Datum 21. April 1976 vermerkt wurde. Weitere Nachforschungen ergaben, dass die Jubiläumsfeier zum 25.-jährigen bestehen der Wilden Liga im Jahr 2000 ein Jahr zu früh abgehalten wurde. Da sich damals keine Zeitzeugen mehr an ein Gründungsdatum erinnern konnten und keine Dokumente vorlagen, führte ein Mehrheitsentscheid des Wilde-Liga-Plenums (das basisdemokratische Organisationsorgan der Wilden Liga mit Vertretern aller Teams) dazu, dass das Jahr 1975 fälschlicherweise als Gründungsjahr festgelegt wurde.

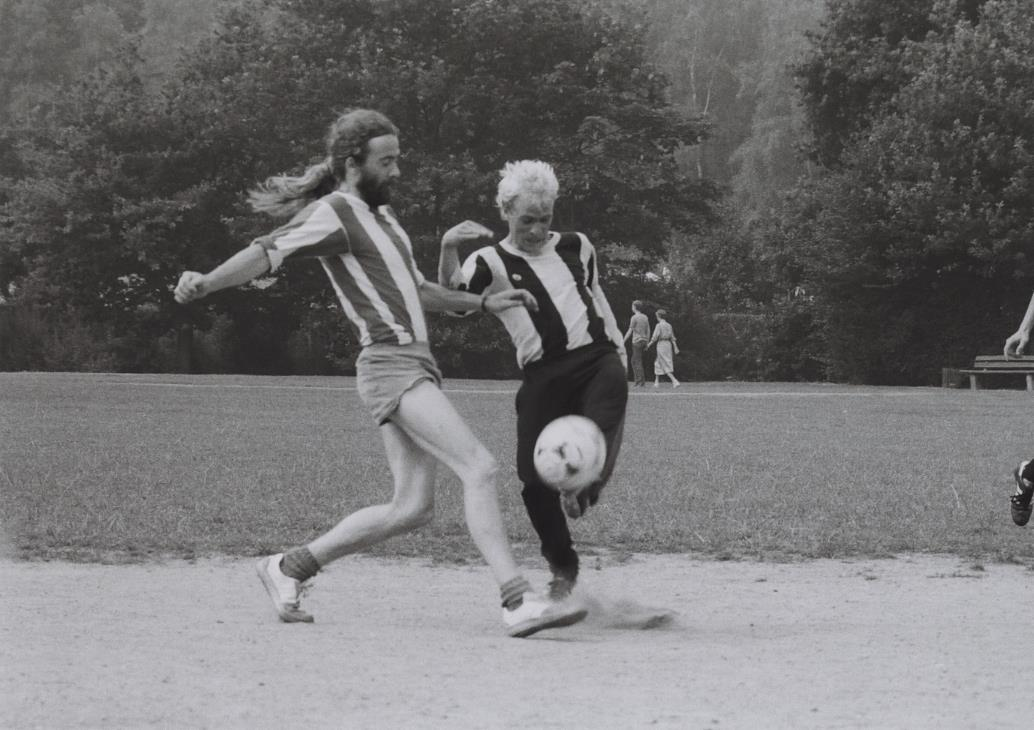
In den 70er und 80er Jahren waren lange Haare in DFB-Teams oft unerwünscht. Ein Grund sich der Wilden Liga anzuschließen. Spielszene in Bielefeld.

In Die Würde des Balles erzählt zudem der Autor und Journalist Jens Kirschneck über die Verbindungen der Wilden Liga zum Bielefelder StadtBlatt, für welches er in den 1990er Jahren die Sportseite gestaltete. Der einzigartige Humor der Wilden Liga, zwischen Selbstironie und Satire, beeinflusste laut Kirschneck eine humoristische Sportberichterstattung im StadtBlatt, deren Elemente sich heute noch im 11 FREUNDE – Magazin für Fußballkultur wiederfindet. Dort arbeitet Kirschneck als CvD. Gegründet wurde das Magazin im Jahr 2000 von Philipp Köster und Reinaldo Coddou H., die ebenfalls eine Bielefelder Vergangenheit haben.
Einen Bogen aus Bielefeld heraus zum Alternativfußball im Rest von Deutschland, schlägt Die Würde des Balles mit einem Besuch der 30. Deutschen Alternativmeisterschaft (DAM) 2016 in Bremen. Der Film begleitet das Bielefelder Team Oh Ah Cantona dorthin und zeigt das Turnier abseits von Leistungsdruck und Kommerz mit Alternativmannschaften aus dem ganzen Bundesgebiet.

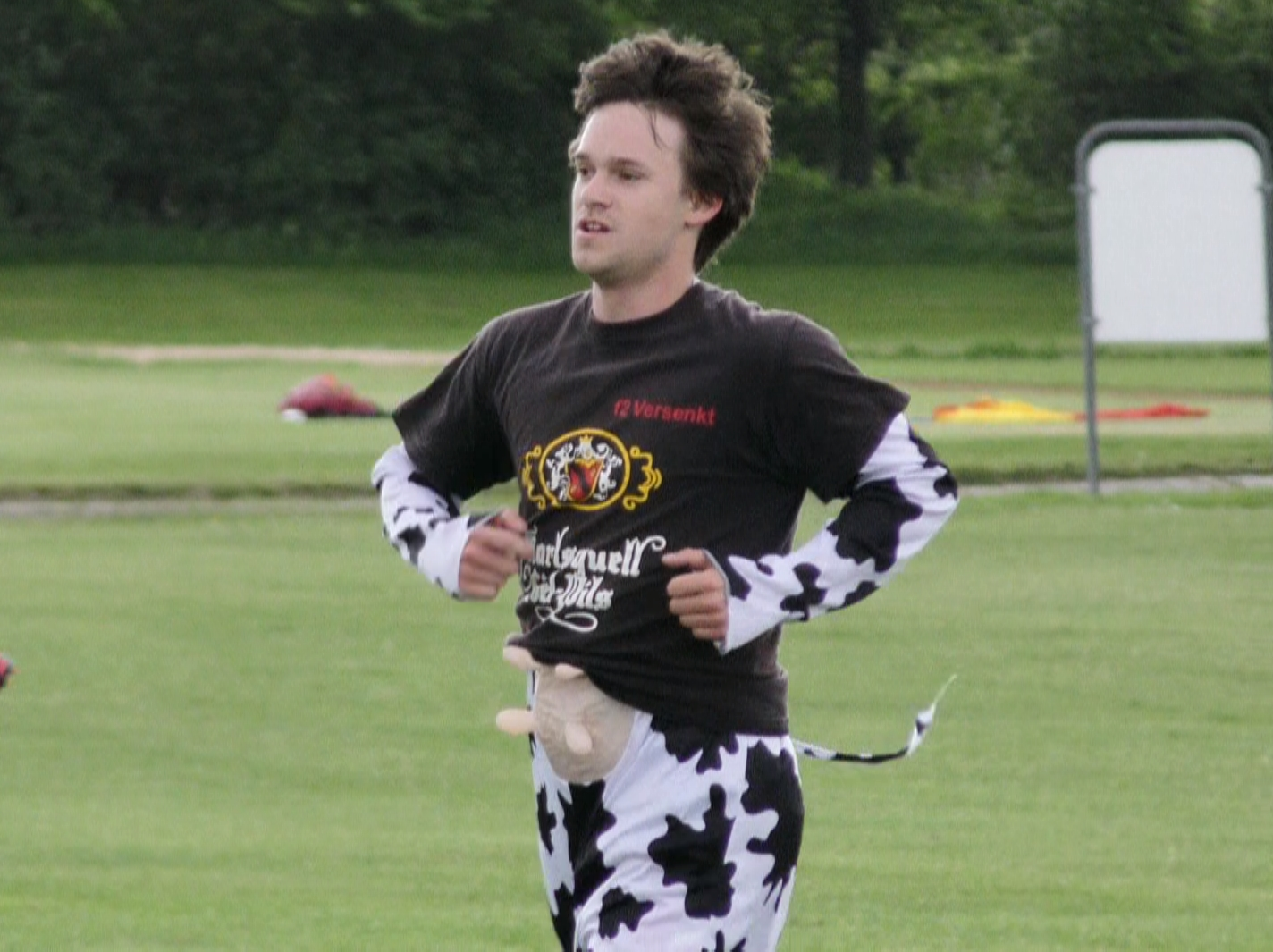
Auf der Deutschen Alternativmeisterschaft DAM steht der Spaß im Vordergrund, deshalb treten SpielerInnen oft in Kostümen an. Hier eine Kuh vom Team „F2 Versenkt“ aus Kassel.

## Finanziert über Crowdfunding
Die Würde des Balles wurde komplett über Crowdfunding finanziert. In einer ersten Finanzierungsrunde kamen bis zum 2. Februar 2015 rund 8.700 Euro brutto zusammen. Nach Abschluss der Dreharbeiten über die Wilde Liga-Saison 2015/16 konnten für den Filmschnitt weitere 4036 Euro brutto gesammelt werden. Unter den Unterstützern fanden sich auch Bielefelder Unternehmen, wie die Neue Westfälische oder die Sparkasse Bielefeld.

## Kritiken
Das Westfalen-Blatt schrieb:
„Als Eckfahne eine Sonnenblume und hinter dem Pfosten eine Flasche Bier für den Fall, dass im eigenen Strafraum gerade mal nicht viel los ist: Nach knapp über 40 Jahren hat Filmemacher Max Meis mit »Die Würde des Balles oder Fußball gegen die Ordnung« der Wilden Liga mit seiner Dokumentation ein Denkmal gesetzt.“
Der Weser Kurier konstatierte:
„Man spielt meistens ohne Schiedsrichter und persifliert den Profisport mit fantasievollen Namen wie „Arminia Bierzelt“, „Hinter Mailand“ und „Dieter Hoeneß Hirnverband“, in Bremen nennen und nannten sich die Teams „Energie Kopfnuss“, „AS Coma“ oder schlicht „Talentfrei“. Spaß und Kreativität besiegen den Leistungsdruck. Wer in der Halbzeitpause eine rauchen will? Kein Problem.“
Die Neue Westfälische schrieb:
„Max Meis ist ein sehr sehenswerter Dokumentarfilm gelungen über ein Bielefelder Phänomen mit allerlei sympathischen Eigenarten.“
11 Freunde schrieb:
„An der Oberfläche lässt sich der Film als unterhaltsames Panoptikum bisweilen skurriler Typen genießen, doch er zeigt auch den Wandel einer Liga von den politischen Anfängen hin zu einer fast reinen Spaßgesellschaft.“

## Filmfestivals
2019: Offizielle Auswahl beim 5. Flutlicht Fußball Filmfestival Basel
2018: Offizielle Auswahl beim 15. 11 mm Fußball Filmfestival Berlin